# Věžná (Žďár nad Sázavou)
Věžná (in tedesco Wischna) è un comune ceco situato nel distretto di Žďár nad Sázavou, nella regione di Vysočina.